# ヒートン (金具)

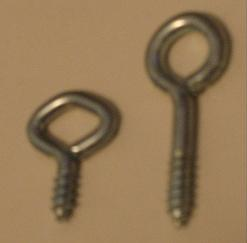
菱型ヒートン（左）と丸型ヒートン（右）

ヒートンは、壁などにねじこんで物を吊り下げるために用いる金具の一種。日本語では「丸環ねじ」（まるわねじ）という。なお、「ヒートン」はフランス語のピトン（piton）が元になり、それが日本語において訛ったものだと言われ、正しい外来語ではない。英語ではScrew eyeという。

## 概要
ねじの頭へ輪のように丸められた金属棒が付いた形状をしており、ねじ側を壁や天井に固定し、輪の方へ紐を通すなどして物を吊り下げることに使われる。また、額縁やコルクボードなどにねじ込んで吊紐を通すのにも使われる。
基本的に輪は閉じた物が一般的だが、輪が若干開いているもの（口開タイプ）や菱形をした物、さらに小判型をした物等もある。

## 額縁におけるヒートン
額縁の場合は、吊り金具全般を指す言葉としてヒートンという語を用いる場合があるほか、平ヒートンという上記のヒートンとは全く別の形状の金具も存在する。

## 類似の金具
ヒートンと似たような物に“?”型をした金具があるが、こちらは洋灯吊（ようとうつり、ヨートーもしくはヨートとも）と呼ばれる。洋灯吊は物を引っ掛けるのが主な目的のため、口開タイプのヒートンに較べてフック部分の隙間が大きい。